# História de Florianópolis
Antes do povoamento, pela Ilha de Santa Catarina passaram muitos navegadores para refrescar-se, retirando-se após o desejado descanso. Em 1536 passou pelo local Ruy Coschera, castelhano, procurando nele estabelecer-se. Gonçalo Mendoza, sobrinho de Dom Pedro de Mendoza, fundador de Buenos Aires, por ordem deste chegou à Ilha a fim de abastecer-se de comestíveis. Já então aí existiam plantações.
Álvar Núñez Cabeza de Vaca chegou à ilha em 2 de novembro de 1540, com uma expedição de 400 homens e 46 cavalos, destinada a socorrer os espanhóis de Assunção. No ano seguinte, Cabeza de Vaca toma o rumo do Paraguai, por terra, conduzindo pelo sertão o seu pequeno exército.

## Florianópolis nos registros cartográficos espanhóis do século XVII
Consta nos arquivos digitalizados da Cia das índias, mapas feito em 1615 por Don Juan Ramón, como "cosmógrafo mayor del Reyno del Peru", contornos da ilha de Santa Catarina e de algumas ilhas adjacentes. Pelo selo descritivo de tal mapa, conclui-se que foi feito com a função de localizar Buenos Aires, no contexto geral da América do Sul.

## Florianópolis nos registros cartográficos holandeses do século XVII
Os registros cartográficos holandeses, além de estarem anos à frente dos de origem ibérica, traziam também muitas referências quanto às tribos indígenas que habitavam as regiões demonstradas. As primeiras menções em mapas da Holanda aos índios Patos, além dos relatos dos primeiros navegadores portugueses que passaram pela atual Florianópolis no início do século XVII (inicialmente chamada de Porto dos Patos) e pelos bandeirantes paulistas, foram feitas por Jodocus Hondius em 1622, que mostrou o “R. Patus Plaia” e as “Seis Ilheas”. Em compensação, o geógrafo não mostrou o contorno da ilha que hoje é a capital do estado de Santa Catarina, representada em seu atlas por uma península - apenas em 1631 Henricus Hondius vai revelar o formato da Ilha de Santa Catarina. Mesmo assim Jodocus Hondius não levou isso em conta em seu novo atlas de 1633. Willem Blaeu reproduziu também a ilha em 1635, seguido pelos cartógrafos holandeses Jan Jansson em 1650, Frederik de Wit em 1670, Petrus Berius em 1675, Carel Allard em 1680, Robert Mordern e novamente De Wit em 1688, e Nikolaus Visscher em 1698.

## Século XVII
O povoamento da Ilha de Santa Catarina teve início entre 1651 e 1673 por iniciativa do bandeirante vicentista Francisco Dias Velho, que já havia acompanhado seu pai nas expedições que este fez ao sertão dos gentios dos Patos.
Dias Velho enviou seu filho, José Pires Monteiro, com mais de 100 homens trazidos de São Paulo para estabelecer um empreendimento agrícola. Dias Velho, por sua vez, chegou em 1675, para reforçar a iniciativa. Esse pode ser considerado o período do início da póvoa de Nossa Senhora do Desterro. Mas há documentos e fatos que demonstram ter sido em 18 de abril de 1662 a data em que o fundador partiu de São Paulo.
Entre 1675 e 1678, edificou uma capela no mesmo local onde hoje se ergue a Catedral de Florianópolis. Em 1679 deixou a Ilha, e tudo expôs em requerimento que, então, da vila de Santos, dirigiu ao governador da Capitania.
- Requerimento de 1679 : "Duas légoas de terra em quadra no districto da Ilha de Santa Catarina, onde já tinha igreja de Nossa Senhora do Desterro, correndo costa brava, e mais meia-légoa de terras de uma lagoa, onde já tinha fazenda e culturas; mais duas légoas de terra defronte ao estreito, ou terra firme, onde também já tinha uma feitoria com uma légoa de sertão, e outra de testada nas cabeceiras, onde chamam do Bogio; e ditas légoas em quadra, começando do rio Araçatuba".

### Os Primeiros Habitantes de Florianópolis
Primeiramente, a Ilha de Santa Catarina foi habitada pelo homem do sambaqui. Constituídos de caçadores e coletores, os grupos alimentavam-se basicamente de peixes e eventualmente de moluscos, empilhando, ao longo do tempo, pequenos montes e verdadeiras "montanhas" de moluscos. Não eram restos de alimentos como muitos pensavam e ainda pensam, mas (conforme estudos da UNISUL - Universidade do Sul de Santa Catarina), foram construções do homem pré-histórico. Esses montes de conchas calcificados são chamados de sambaqui na língua nativa ("monte de conchas") e constituem uma das mais importante fontes das informações sobre as populações pré-históricas.
Em seguida vieram os tupi-guaranis. Divididos em várias tribos e aldeias, ocuparam a maior parte da área litorânea e foram chamados de Carijós pelos europeus que aqui chegaram.
Eles já conheciam a agricultura, eram sedentários e tinham na pesca a atividade básica para sua subsistência. Recebem os brancos com grande cordialidade e curiosidade, não manifestando qualquer hostilidade. Por isso, é que mais tarde são aprisionados pelos portugueses e vendidos como escravos nos mercados de São Vicente e Bahia de Todos os Santos.
Nomes de algumas regiões florianopolitanas como Pirajubaé, Itaguaçu, Anhatomirim, são uns dos referenciais históricos deixados por eles. Meiembipe, ou "lugar acima do rio" e Yurerê-Mirim, ou "bem pequena", eram denominações que os Carijós usavam para chamar sua terra.
O gradual extermínio destas tribos indígenas no litoral catarinense começa a acontecer no final do século XVII, devendo-se à escravidão e à fraca resistência às doenças trazidas pelos europeus, tais como gripe, sarampo, varíola, tuberculose, etc. Apesar dos esforços dos missionários jesuítas espanhóis e portugueses para salvá-los, aos Carijós restou o último papel: serem escravos dos europeus nos engenhos que aqui começavam a ser instalados.

## Século XVIII

### A Fundação do Povoado
Os primeiros colonizadores a se instalarem em Florianópolis foram desertores de algumas expedições marítimas. Entretanto, a fundação da cidade propriamente dita só foi ocorrer a partir de 1675. Foi neste ano que chegou à ilha o bandeirante Francisco Dias Velho, que além de impulsionar o surgimento da cidade, acabou tendo um fim trágico, digno de um filme de aventuras. Com Dias Velho vieram sua esposa, três filhas, dois filhos, outra família agregada, dois padres da Companhia de Jesus e mais 500 indígenas escravizados.
No ano de 2015, a Câmara de Vereadores de Florianópolis aprovou legislação que trocou a data de fundação de Florianópolis de 23 de março de 1726 para  23 de março de 1675, o que causou grande polêmica na ocasião.
Ocorre que a adoção do ano de 1675, baseou-se em equívocos cometidos por Pedro Taques (1714-1777), em sua obra “Nobiliarquia Paulistana Histórica e Genealógica”. Taques mencionou a descoberta das terras da Ilha de Santa Catarina pelo filho do bandeirante Francisco Dias Velho. Mas o detalhe é o que o filho tinha apenas seis anos em 1673 e logicmente não poderia ter fundado a cidade em tal circunstâncias.
De outra parte, o Município de Florianópolis (suposta data de fundação no ano de 1675), através da promulgação da referida Lei Municipal, tornou-se mais antigo do que Laguna, município mãe, fundado por Domingos de Brito Peixoto em 29 de julho de 1676.
O bandeirante Francisco Dias Velho, natural de Santos (SP) é descrito por algum historiadores como um impiedoso caçador de índios, mas o traço mais palpável de sua personalidade era a coragem de desbravador em uma terra cobiçada por piratas de várias nacionalidades. O fundador já trazia informações sobre a existência de um pequeno comércio realizado no local onde seria instalada a cidade e sobre o espírito pacífico dos indígenas. O primeiro passo foi a construção de uma pequena igreja onde hoje está a Catedral de Florianópolis, contando com a proteção de Santa Catarina. Em seguida foi escolhida a melhor região para a vila, começando a construção de casas e iniciando-se o plantio de novas culturas.
Dias Velho pereceu nas mãos de piratas, os quais haviam sido presos e levados a Santos às suas custas. Posteriormente foram libertos, quando retornaram à Ilha para se vingarem. Com o passar do tempo, a povoação decaiu e quase desapareceu, a ponto de, em 1712, Amédée François Frézier, navegador francês que aqui aportou, encontrar apenas 15 sítios com o total de 147 brancos.

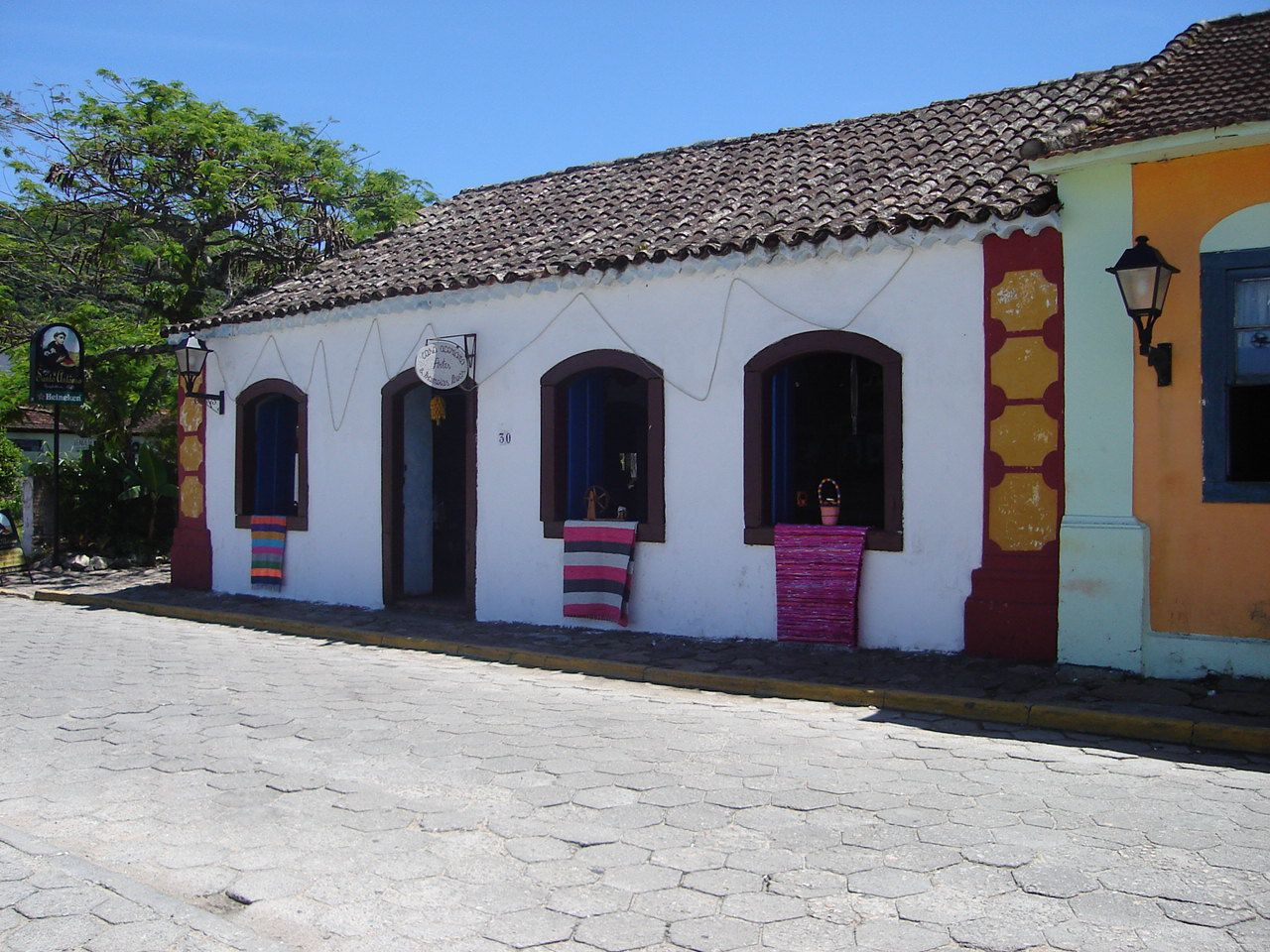
A arquitetura açoriana é visível em muitos locais de Florianópolis. Estas são casas em Santo Antônio de Lisboa.

Em 1739, precisamente em 7 de março, aportou na ilha de Santa Catarina o brigadeiro José da Silva Paes, nomeado primeiro governador da Capitania de Santa Catarina. Trazia a missão de construir fortificações que dessem ao porto uma base segura, para defesa da costa ao Sul e ao Norte e, ao mesmo tempo, presidir a colonização sistemática da região. Com essa finalidade, o governo português determinou, por meio de editais, aliciar colonos nas ilhas dos Açores, Madeira e outras, transportando-os para Santa Catarina.
A Provisão Régia de 9 de agosto de 1747 providenciou as medidas necessárias para essa colonização.
Mais de setenta anos após a chegada de Dias Velho, em março de 1748, estabeleceu-se a primeira colônia de portugueses açorianos às margens da Lagoa da Conceição, no interior da Ilha de Santa Catarina. Pouco depois, a segunda colônia estabeleceu-se em Santo Antônio de Lisboa. Outras colônias estabeleceram-se no continente: em São Miguel, São José de Terra Firme, Enseada de Brito (que, segundo as crônicas, deve seu nome ao fundador de Laguna, o bandeirante vicentino Domingos de Brito Peixoto) e em Vila Nova, próximo de onde hoje se encontra Imbituba.
Em 1726, Nossa Senhora do Desterro é elevada à categoria de vila, a partir de seu desmembramento de Laguna.
Nessa ocasião, a capitania de Santa Catarina já existia desde 11 de agosto de 1738. Nesse tempo, já eram municípios também São Francisco do Sul (desde 1660) e Laguna (desde 1714, embora instalado apenas em 1720).
Em 11 de agosto de 1738 foi criado o primeiro governo regional do Sul do Brasil, em Santa Catarina.

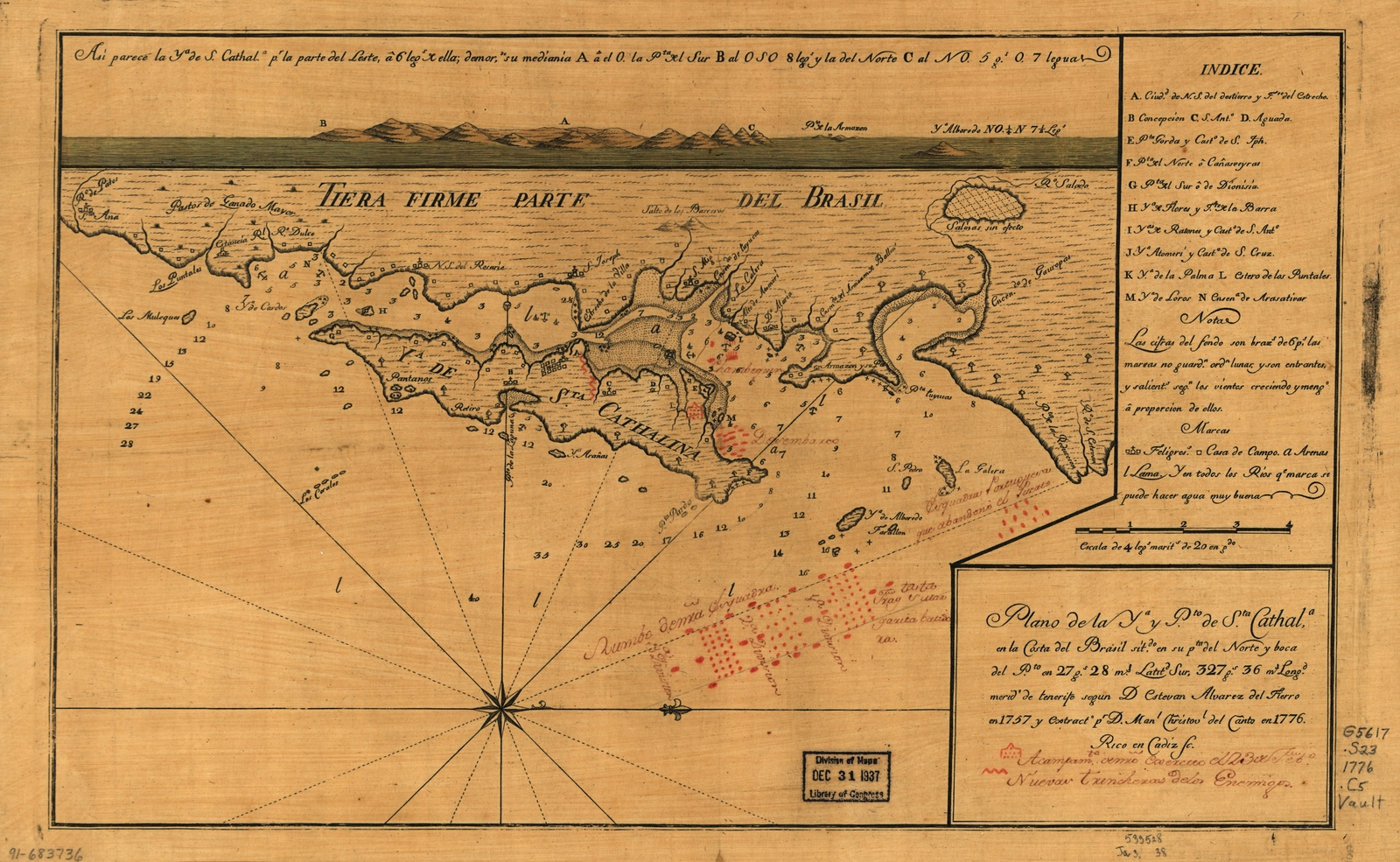
Mapa da ilha de Santa Catarina publicado em 1776.

Em tese defendida por Evaldo Pauli (professor da Universidade Federal de Santa Catarina, membro da Academia Brasileira de Filosofia, do Instituto Histórico e Geográfico de Santa Catarina e da Academia Catarinense de Letras), "a Ilha de Santa Catarina, onde se localiza Florianópolis, teve o papel de coordenação geopolítica. A partir de sua posição estratégica formou-se o centro de poder do Sul do Brasil, quando se tratava de conquistar o (território onde hoje se situa) Rio Grande do Sul. Mas foi sobretudo a partir do povoamento da Ilha de Santa Catarina que se projetou a unidade regional, primeiramente capitania, depois província e por último estado. Nasceu a Capitania somente com os limites do município os quais iam ao Sul até Garopaba, ao norte até Camboriú. Logo se anexaram os municípios de Laguna (1742), São Francisco (1750), depois também o Planalto de Lages (1820). Portanto, a partir de Florianópolis se criou o estado de Santa Catarina. Sem Florianópolis o estado talvez não existisse. Dessa sorte, sem a capital, Florianópolis, o estado até poderia desintegrar-se, por lhe faltar um sentido histórico. Mais uma vez parece claro que a história é um elemento de ação no comportamento humano. Temos, por conseguinte, clara a importância do conhecimento das nossas origens históricas, e que são bandeirantes."
Deve ser considerado, entretanto, a perspectiva colonial hegemônica, responsável pelo genocídio dos povos originários, que resistem até hoje contra movimentos de exclusão social do Estado, mercado e sociedade.

### A Caça àsbaleias
As baleias eram visitantes constantes do litoral da Ilha e na segunda metade do século XVIII a Coroa Portuguesa autorizou sua caça. Entretanto a caça à baleia não representou um incremento ao comércio da região, já que a maioria do produto era enviado a Portugal. O impulso mais significativo ao Porto de Desterro com a caça à baleia foi a necessidade de abastecimento com água e alimentos a muitos baleeiros norte-americanos que também aproveitaram para contrabandear escravos. Não demorou muito para que a atividade predatória entrasse em declínio. O primeiro motivo foi a fuga das baleias para o extremo sul e mais tarde a substituição do óleo animal por querosene, a partir do carvão de pedra, e depois por petróleo, como fonte de iluminação. O poder dos militares na região começa a diminuir no início do século XIX e passam a prosperar os comerciantes, na maioria donos de embarcações para comércio entre o litoral catarinense.

## Século XIX

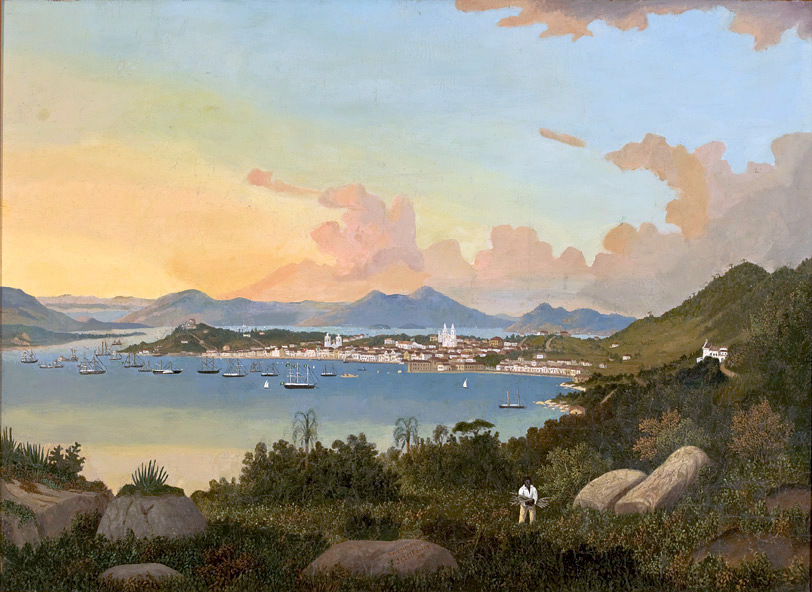
Vista de Desterro (Florianópolis), em 1867, por Joseph Brüggemann.

Nos séculos XVII e XIX pela ilha passaram vários navegantes, que deixaram registradas suas impressões sobre o local. Em Florianópolis a arquitetura das casas da época da colonização era portuguesa.